# بحيرة شرق كاروجا
تقع بحيرة شرق كاروجا في بلدة كاروغا. تتميز البحيرة بالماء الدافئ لصيد سلمون قوس قزح. وهي متصلة ببحيرة غرب كاروجا من خلال قناة صغيرة. أصل اسم «كاروجا» مشتق من اسم قرية هندية تعرف بـ«كاروجا».

## صيد السمك
تشمل الأسماك الموجودة في بحيرة شرق كارغو مصاصة بيضاء (كاتوستوموس كومرسوني)، وسلمون قوس قزح، وباس الصخر (أمبلوبليتس روبيستريس)، وسلسلة بيكريل (اسوكس النيجر)، والبلهدد البني (أمبلوبليتس روبيستريس)، والبرش الأصفر، وسمكة شمس اليقطين، وسمك سمولموث. يمكن الوصول عبر إطلاق الشاطئ في مخيم وزاره ولاية نيويورك للحفاظ على البيئة في طريق ولاية نيويورك 29 أ، على 9 أميال (14 كيلو متر) شمال غرب غلوفرسفيل، نيويورك. تتوفر خدمة تأجير القوارب في المخيم.

## انظر ايضًا
- بحيرة فيكتوريا
- بحيرة تاهو
- بحيرة مريوط